# Кидинну (лунный кратер)
Кратер Кидинну (лат. Kidinnu) — крупный ударный кратер в северном полушарии обратной стороны Луны. Название присвоено в честь халдейского (вавилонского) астронома и математика Кидинну (неизвестно — 330 до н. э.) и утверждено Международным астрономическим союзом в 1970 г. Образование кратера относится к раннеимбрийскому периоду.

## Описание кратера

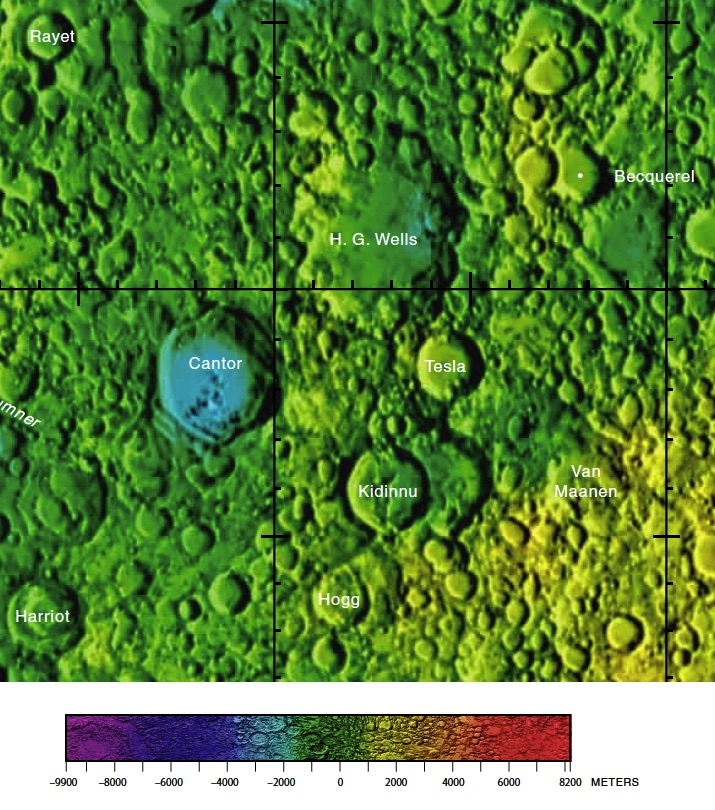
Окрестности кратера Кидинну. Фрагмент карты обратной стороны Луны.

Ближайшими соседями кратера Кидинну являются кратер Кантор на северо-западе; кратер Тесла на северо-востоке; кратер Ван Маанен на востоке и кратер Хогг на юге-юго-западе. Селенографические координаты центра кратера 35°47′ с. ш. 122°57′ в. д. / 35,79° с. ш. 122,95° в. д., диаметр 55,1 км, глубина 2,4 км.
Кратер Кидинну имеет полигональную форму и достаточно хорошо сохранился. Вал несколько сглажен, внутренний склон вала имеет различную ширину по периметру кратера. Высота вала над окружающей местностью около 1180 м, объем кратера составляет приблизительно 2 600 км3. Дно чаши пересеченное, в центре чаши расположен небольшой хребет, тянущийся к южной части внутреннего склона.

## Сателлитные кратеры
| Кидинну | Координаты                                              | Диаметр, км |
| ------- | ------------------------------------------------------- | ----------- |
| E       | 36°02′ с. ш. 124°28′ в. д. / 36,03° с. ш. 124,46° в. д. | 63,7        |

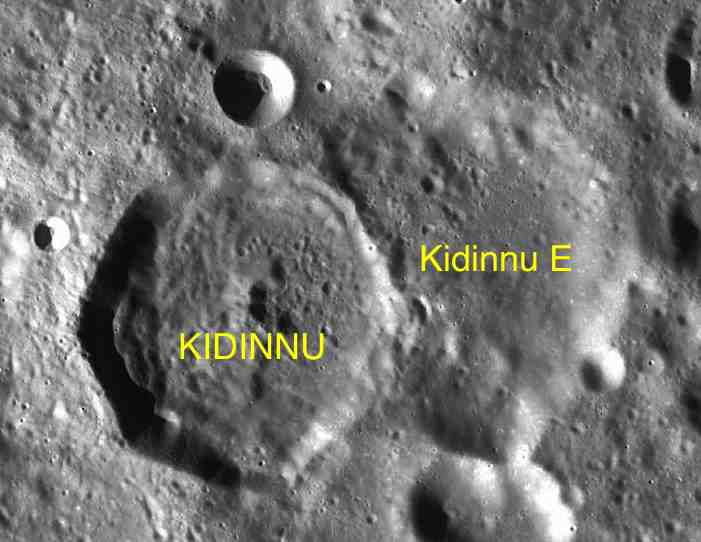
Фрагмент карты LAC-30.

- Образование сателлитного кратера Кидинну E относится к донектарскому периоду[1].

## См.также
- Список кратеров на Луне
- Лунный кратер
- Морфологический каталог кратеров Луны
- Планетная номенклатура
- Селенография
- Минералогия Луны
- Геология Луны
- Поздняя тяжёлая бомбардировка